# Горячкин, Дмитрий Алексеевич
Дмитрий Алексеевич Горячкин (1867 — 1937) — русский фельдшер, Герой Труда.

## Биография
Родился 15 мая 1867 года на станции Кайдаловская Забайкальской области.
Выпускник Читинской военно-фельдшерской школы (1884), за бесплатное обучение отработал 6 лет в Читинской войсковой психиатрической больнице, затем 12 лет — на Ононских приисках и 2 года воспитателем в Читинской военно-фельдшерской школе.
После подавления революционного движения в 1906 году привлекался к суду по делу «Союза военнослужащих», выслан в г. Каинск Томской губернии, проработал там 3 года в больнице общественного призрения.
В годы Гражданской войны — заведующий аптекой Читинской городской больницы, снабжал медикаментами партизанские отряды, устраивал раненых партизан на лечение в больницу.
Проработал фельдшером более 45 лет. Один из первых в Чите удостоен звания «Герой Труда».
Последние годы жил на Украине, умер 14 февраля 1937 года в Киеве.

## Награды
- Герой Труда (30 октября 1929)